# アーサフ・エプスタイン
アーサフ・エプスタイン（Asaf Epstein、ヘブライ語: אסף אפשטיין‎、1978年8月1日 - ）は、イスラエルの映画監督、作家、プロデューサー。エフラートとロニ・エプスタインの兄。

## フィルモグラフィー
| 年     | タイトル        | 注                         |
| ------ | --------------- | -------------------------- |
| 2008年 | The Other War   | ガファー                   |
| 2008年 | Jaffawiye       | カメラ・オペレーター       |
| 2010年 | Mother's Fading | プロデューサー             |
| 2014年 | シュニッツェル  | 監督、作家、プロデューサー |